# OpenBitTorrent
OpenBitTorrent (comunemente abbreviato in OBT) è un progetto libero BitTorrent tracker per il protocollo BitTorrent.

## Descrizione
L'iniziativa di OpenBitTorrent di fornire un servizio libero, stabile e senza legami con i siti di indicizzazione o con quelli di hosting dei file torrent ha avuto un successo di pubblico enorme e, a causa di ciò, ha generato parecchie copie di servizi quasi identici. OpenBitTorrent è stato sospettato di far parte, o di essere un progetto parallelo, di The Pirate Bay, perché è stato osservato che inizialmente entrambi i siti utilizzavano gli stessi tracker. OpenBitTorrent inoltre è alimentato dal software Opentracker, lo stesso utilizzato da Pirate Bay prima di spegnere i propri tracker. Il progetto ha replicato affermando che entrambi i portali condividevano semplicemente uno stesso gruppo di tracker gestito dalla DCP Networks e da Fredrik Neij durante il periodo iniziale (febbraio - agosto 2009).
Il 22 maggio 2010 venne spento il tracker del progetto OpenBitTorrent. Questo fu il risultato di una causa contro Pirate Bay da parte dei maggiori studi cinematografici di Hollywood, ma più tardi il tracker tornò online. Dal 16 luglio al 2 agosto 2012, OpenBitTorrent è andato offline per protestare contro la mancata adozione di un miglioramento del protocollo da parte dei creatori di μTorrent, proposto da Fredrik Neij, cofondatore di Pirate Bay. A causa della protesta molte persone ebbero problemi nel download di file su BitTorrent.